# EBPF
eBPF è una tecnologia informatica che permette di eseguire programmi in un ambiente con livelli di privilegio più alti di quelli che sarebbero loro normalmente concessi, come ad esempio lo spazio kernel del sistema operativo. È il successore del software per la cattura ed il filtraggio dei pacchetti di rete Berkeley Packet Filter (BPF), con la "e" aggiunta che sta per extended.
Viene utilizzato per estendere le funzionalità del kernel senza dover modificarne il codice sorgente o caricare dei moduli. La sicurezza viene garantita dai controlli effettuati da un sistema di verifica situato nel kernel stesso, che analizza il codice sorgente delle applicazioni e respinge quelle che potrebbero causare problemi.
I programmi che superano la verifica possono essere interpretati o compilati just-in-time nel kernel. L'esecuzione è a eventi, cioè i programmi vengono eseguiti finché non si verifica uno specifico evento.
Nel 2021 Microsoft ha sviluppato un porting di eBPF per Windows.